# Cynosurus
Cynosurus là một chi thực vật có hoa trong họ Hòa thảo (Poaceae).

## Loài
Chi Cynosurus gồm các loài: